# Руслан Глібов
Руслан Глібов (нар. 1987, м. Дніпропетровськ) — український спортсмен зі спортивного орієнтування.

## Біографія
Руслан Глібов народився в Дніпропетровську. Він брав участь у чемпіонатах світу зі спортивного орієнтування 2008, 2009, 2012, 2014, 2015, 2016, 2017 та 2018 років. Найкращим результатом до 2018 року було п'яте місце у змішаній естафеті в 2014 році
Спортсмен виграв срібну медаль на довгій дистанції на Чемпіонаті світу зі спортивного орієнтування 2018 року в Латвії, поступившись Олаву Лунданесу. У 2021 році він здобув бронзову медаль у дисципліні «середня дистанція», яка проходила в Чехії .
Руслан також має загальний титул у 5-денному турі O-ringen після перемоги у випуску 2019 року. O-ringen вважається найпрестижнішою подією за межами рівня чемпіонату.

## Досягнення
Його досягнення включають бронзову медаль у спринті на Чемпіонаті світу зі спортивного орієнтування серед юніорів у Литві 2006 року.